# Armanka
Armanka je památkově chráněná stavba nacházející se při severní zdi hřbitova u kostela Narození Panny Marie v Příboře.

## Historie
Na místě dnešní stavby byla farní škola, první školní zařízení v Příboře poprvé doložené již roku 1541. V tomto roce založil nadaci urozený pán Jiří Krašovský z Krašovic na opravu kostela, z čehož měl jeden zlatý dostávat školní mistr a s žáky za to zpívat o zádušních mších. Budova byla z počátku dřevěná, jádro dnešní budovy pochází z 2. poloviny 16. století, z čehož se dodnes dochovalo datování 1568. Posléze byla stavba roku 1603 zbourána a vystavěna v kameni. Mezi lety 1587 a 1590 navštěvoval tuto školu Jan Sarkander. Roku 1732 byla stavba adaptována děkanem Melicharem Toulem na kapli zasvěcenou sv. Janu Nepomuckému a blahoslavenému Janu Sarkanderovi, škola se přemístila do piaristické koleje. Literatura se však o založení kaple rozchází. Gregor Wolný píše, že kaple měla být založena v blízkosti školy již roku 1670 a mělo jí být vyčleněno 400 zlatých z nadačního fondu školy. Ferdinand Pokorný uvádí, že kapli měl založit roku 1712 děkan Toul. Archivní prameny a farní kronika však potvrzují rok 1732, dochován je také opis listu nalezený v makovici kaple. Ze zakládací listiny vyplývá, že měl děkan Toul založit nadaci na udržování kaple a konat se zde měly každoročně 4 mše. Není jasné jestli budova částečně sloužila škole nebo byla celá přeměněna na kapli. Prameny hovoří o tom, že Toul při kapli založil školu pro malé dítky městské, podle Marcely Gavendové šlo pouze o kapli. Roku 1787 byla kaple dekretem Josefa II. společně s kaplí sv. Marka zrušena a koupena v dražbě příborskou obcí za 91 zlatých. Po odsvěcení roku 1790 byla budova přeměněna tentokrát na dívčí školu, ve které v letech 1835–1848 učil Jiří Janáček, otec Leoše Janáčka. Dnešní název Armanka vychází ze slova normálka, zkratky německého Normalschule. Škole sloužila budova do roku 1886, později zde fungovalo stravovací zařízení a nějakou dobu také vinárna.